# Torre Pali
Torre Pali is een plaats (frazione) in de Italiaanse gemeente Salve.